# Colostethus peruvianus
Colostethus peruvianus là một loài ếch thuộc họ Dendrobatidae.
Loài này có ở Brasil, Peru, và có thể cả Bolivia.
Môi trường sống tự nhiên của chúng là rừng ẩm vùng đất thấp nhiệt đới hoặc cận nhiệt đới, vùng núi ẩm nhiệt đới hoặc cận nhiệt đới, và đầm nước ngọt.
Chúng hiện đang bị đe dọa vì mất môi trường sống.